# Hemieuxoa secreta
Hemieuxoa secreta är en fjärilsart som beskrevs av Márton Hreblay och Plante. Hemieuxoa secreta ingår i släktet Hemieuxoa och familjen nattflyn. Inga underarter finns listade i Catalogue of Life.